# هروئو
هروئو (انگلیسی: Herveo) یک منطقه مسکونی در کشور کلمبیا است.